# 特兹乡
特兹乡，是中华人民共和国四川省凉山彝族自治州普格县下辖的一个乡镇级行政单位。2021年1月12日，将原哈力洛乡四甘日村、补觉村、若地坡西村、瓦依村2至3组和原菜子乡先锋村、钢铁村2至5组所属行政区域划归特兹乡管辖。

## 行政区划
特兹乡下辖以下地区：
荷池村、甲木村、长寿村和则奎村、四甘日村、补觉村、若地坡西村、瓦依村2至3组、先锋村、钢铁村2至5组。